# 29 settembre (brano musicale)
guardavo il mondo che girava intorno a me»
(Incipit di 29 settembre)
29 settembre è un brano musicale scritto e composto nel 1966 da Lucio Battisti e Mogol.
Fu portato al successo dall'Equipe 84, che pubblicò la propria interpretazione come singolo nel marzo del 1967. Ebbe grande successo di critica e di pubblico, rimanendo al primo posto della hit parade italiana per cinque settimane; fu il primo brano scritto da Battisti a raggiungere il successo, e portò alla sua definitiva affermazione come compositore. All'epoca si distinse per la forte innovatività sia del testo sia degli effetti sonori impiegati, che per la prima volta si rifacevano alla psichedelia, tanto che quel momento viene considerato il "battesimo" per il beat in Italia e il brano viene soprannominato «il Sergeant Pepper's italiano» per l'impatto e l'influenza che ebbe sull'ambiente musicale.
Nel 1969 fu reinterpretato dallo stesso Battisti, nel suo album Lucio Battisti con cui esordiva come cantante, e in seguito da molti altri artisti italiani e stranieri. È tra i brani più noti tanto nella produzione di Battisti, quanto in quella dell'Equipe 84, ed è considerato un classico della musica leggera italiana.

## Testo e significato

Mogol, autore del testo, in una foto del 1968

Il testo, scritto da Mogol, è la storia di un tradimento durato una sola giornata e consumatosi con leggerezza, senza conseguenze sulla relazione sentimentale fissa del protagonista.
La vicenda si svolge nel corso di due giornate consecutive. Nella prima, il 29 settembre, il protagonista conosce una ragazza in un bar; quasi senza accorgersene, i due entrano in intimità e passano tutta la serata insieme, prima al ristorante e poi a ballare. Il giorno dopo, il 30 settembre, il protagonista si sveglia animato da un immutato amore per la propria compagna, tanto che si precipita a telefonarle per dichiarare il suo amore, come se niente fosse accaduto la sera prima.

### Tema
Il tema centrale è quello dell'adulterio, un argomento fortemente innovativo per l'epoca. Nella società italiana degli anni sessanta l'argomento era considerato quasi un tabù, e nella musica leggera prevalevano canzoni basate su amori rosei e idealizzati, mentre il tradimento era quasi sempre dipinto come una grave colpa. Il protagonista di 29 settembre, invece, non mostra alcun pentimento e non prova senso di colpa quando torna dalla propria compagna; il passare di un solo giorno «ha cancellato tutto», e il protagonista non ricorda neanche gli eventi della sera prima. Il messaggio di 29 settembre, pertanto, anticipa la rivoluzione sessuale che sarebbe arrivata con il Sessantotto.

### Stile
Anche nella forma e nello stile, il testo era estremamente innovativo e quasi sperimentale. La vicenda narrata, infatti, non è un singolo episodio (come accadeva quasi sempre nella musica leggera dell'epoca) ma una storia articolata, che si svolge addirittura in due giorni. Il testo presenta una struttura circolare.
Inoltre, pur mantenendo l'ordine cronologico, il testo ha un intreccio relativamente complesso che non coincide del tutto con la fabula: infatti gli eventi della prima giornata non sono raccontati da una prospettiva "contemporanea", ma sono rievocati dal protagonista al suo risveglio, la mattina successiva: infatti gli eventi del 29 settembre hanno tutti il tempo verbale dell'imperfetto o del passato remoto, mentre quelli del 30 settembre usano il presente o al più il passato prossimo. La canzone, quindi, si svolge interamente nella giornata del 30 settembre, ma la parte iniziale è occupata da un lungo flashback nel quale si rievoca la giornata precedente, e si torna al presente solo alla fine.
A rafforzare la natura di flashback della prima giornata, c'è anche lo stile vago e "ovattato" con cui gli eventi vengono descritti, che gli danno l'aspetto di un ricordo non ben definito, che emerge a fatica dalla memoria: il succedersi degli eventi è infatti «vorticoso» e dai contorni molto sfumati, con molte ellissi tra un evento e l'altro. Alcuni dettagli della storia sono marcatamente surreali e distorti, tanto da assomigliare, secondo Renzo Stefanel, agli effetti di un'esperienza acida («il mondo [...] / girava intorno a me», «tutta la città / correva incontro a noi»). La narrazione è talmente sfocata e surreale che all'ascoltatore rimane il dubbio se l'avventura extraconiugale sia avvenuta davvero, o se si sia trattato solo di un sogno compiuto prima di svegliarsi.
In questo modo la psichedelia, fino a quel momento applicata in ambito prevalentemente musicale, viene portata da Mogol anche nell'ambito del testo.

### Titolo
Secondo quanto dichiarato dall'autore del testo Mogol, il giorno in cui si svolge la vicenda (e quindi il titolo del brano) è un giorno qualunque, che fu scelto senza particolari motivazioni. In realtà la data del 29 settembre coincide con il compleanno della sua prima moglie, Serenella; questo aspetto farebbe quasi pensare a una natura autobiografica del testo, quasi la pubblica confessione di un'infedeltà compiuta dall'autore. Mogol, tuttavia, sostiene che si sia trattato di una coincidenza, di cui si rese conto soltanto il giorno dopo aver scritto il testo, rammaricandosi di non averle dedicato la canzone sin dall'inizio. La moglie, che conosceva la sua proverbiale distrazione, capì che l'omaggio non era voluto e infatti non lo ringraziò.

## Composizione

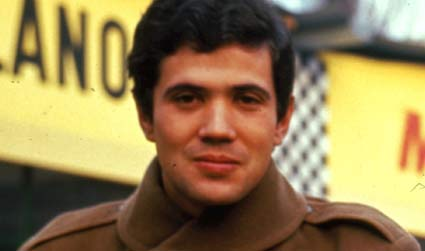
Battisti, autore della musica, in una foto del 1967

La composizione del brano risale probabilmente all'inizio dell'autunno del 1966. La scrittura ebbe una lunga gestazione, e la canzone rimase incompleta a lungo prima di venire terminata.
Secondo la testimonianza del musicologo Salvatore Galeazzo Biamonte, il brano fu composto con la precisa volontà di superare gli schemi classici della canzone tradizionale:
All'epoca, Battisti doveva ancora scoprirsi cantante, e anche come autore non era pienamente affermato; per tale ragione, la canzone rimase per diverso tempo all'interno di un repertorio che Battisti presentava ad altri gruppi e cantanti, in cerca di qualcuno che le interpretasse.
In un primo momento, nel corso del 1966, Battisti e Mogol la proposero a Gianni Pettenati, che però non ne fu del tutto convinto e pertanto rifiutò di interpretarla.
Nel febbraio del 1967, dopo la fine di Sanremo, Battisti riprese la composizione della canzone e la concluse definitivamente.
Inizialmente Battisti pensava di interpretare il brano di persona: infatti in quel periodo il musicista (appena agli inizi della carriera come cantante) stava iniziando a pensare alla pubblicazione di un nuovo singolo da interprete, che desse seguito al fiasco di Per una lira/Dolce di giorno con cui aveva debuttato nell'anno precedente. Allo scopo, Battisti e Mogol fecero ascoltare il brano (ancora privo di titolo) a Mariano Detto, chiedendogli di realizzare un arrangiamento; quest'ultimo ne intuì immediatamente le potenzialità e si mise subito al lavoro.

## Interpretazione dell'Equipe 84

L'Equipe 84 nel video di 29 settembre: da sinistra a destra, Franco Ceccarelli, Alfio Cantarella, Maurizio Vandelli e Victor Sogliani

La canzone, tuttavia, arrivò anche all'orecchio di Maurizio Vandelli, leader dell'Equipe 84, che la apprezzò moltissimo e capì di trovarsi di fronte a un potenziale successo: così Vandelli iniziò a fare pressioni su Mogol e Battisti perché cedessero il brano all'Equipe. La decisione fu presa dal produttore dell'Equipe Pier Farri, ma intervennero anche motivazioni personali ed artistiche: infatti Vandelli ha più volte dichiarato di aver sempre sentito "sua" la canzone, come se fosse una propria creazione.
L'Equipe 84 era all'epoca all'apice della popolarità, e poco tempo prima era stata definita da John Lennon «la band italiana più in linea con i tempi»; essere autore di una canzone cantata dall'Equipe avrebbe dato a chiunque grande rilievo. Così Battisti rinunciò ad interpretarla personalmente e acconsentì a cederla, nonostante Mariano Detto insistesse sul fatto che fosse il brano adatto per lanciare la sua carriera da cantante. Per il singolo da solista, Battisti dovette ripiegare sui due brani meno noti Luisa Rossi/Era.
Fu la prima canzone di Battisti ad essere interpretata dall'Equipe 84, una collaborazione che successivamente continuò con i brani Nel cuore, nell'anima, Ladro ed Hey ragazzo.

### Registrazione e produzione

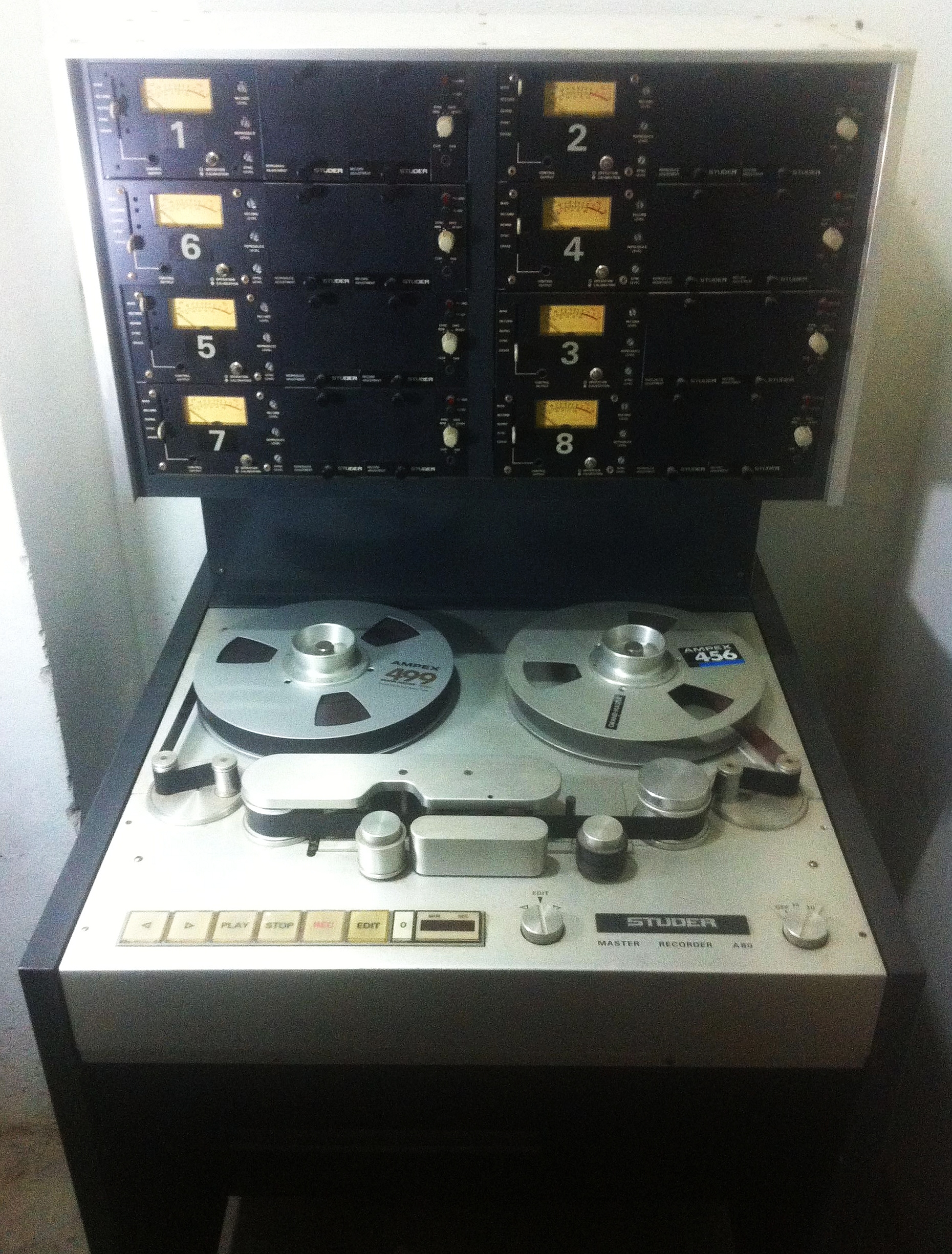
Un registratore ad otto piste dell'epoca

La produzione artistica della canzone fu curata dallo stesso Vandelli.
La registrazione della canzone avvenne negli studi Ricordi di Milano. Da poche settimane lo studio era stato equipaggiato con un registratore a otto piste, il primo mai arrivato in uno studio di registrazione italiano: così 29 settembre fu la prima canzone in Italia ad essere registrata completamente con queste nuove apparecchiature.
Vandelli diede molta importanza alla ricerca sonora, ragion per cui la registrazione della canzone durò a lungo. Vandelli rimase in studio per una quantità di ore tale da far infuriare i dirigenti della Ricordi, che lamentavano costi eccessivi.
Durante la registrazione, nacque l'idea di inserire nella canzone la voce fuori campo di uno speaker radiofonico che, mentre legge le notizie del giornale radio, pronuncia la data con l'effetto di rendere più semplice la comprensione della cronologia della vicenda narrata. Non è chiaro chi sia stato ad avere questa idea: se ne sono presi il merito Maurizio Vandelli, Mogol, e il direttore di produzione della Ricordi Paolo Ruggeri.
Il brano, al momento della registrazione, era ancora privo di titolo; questo gli fu dato solo dopo l'inserimento della voce del giornale radio (quella dell'annunciatore della Sede RAI di Milano Gino Capponi).
Il testo racconta la storia di un tradimento; il titolo, pur essendo riportato nella copertina con il numero 29, alla SIAE risulta essere depositato scritto a lettere come Ventinove settembre, ed appare come cofirmatario il maestro Renato Angiolini, il cui nome è assente sull'etichetta del disco.
Come ha raccontato Mogol, la data del 29 settembre era il giorno del compleanno della sua prima moglie Serenella.
La formazione del gruppo era quella classica con Maurizio Vandelli voce solista e chitarra, Alfio Cantarella alla batteria, Franco Ceccarelli chitarra e voce secondaria, e Victor Sogliani basso e voce secondaria.
Il transfer fu effettuato il 20 marzo 1967.

### Pubblicazione
Il brano fu pubblicato su singolo negli ultimi giorni di marzo del 1967, come lato B del 45 giri 29 settembre/È dall'amore che nasce l'uomo, che ne conteneva la versione monofonica.
La foto della copertina, anch'essa dall'atmosfera psichedelica, è opera di Mario Schifano.
L'anno seguente, nell'ottobre del 1968, il brano fu inserito nell'album Stereoequipe, dove compariva per la prima volta in versione stereofonica, in un nuovo missaggio realizzato a partire dai master originali.

### Ricezione critica e commerciale
Il singolo raggiunse il numero uno della hit parade italiana nel maggio del 1967 e vi rimase per 5 settimane.
Il brano dell'Equipe fu il brano vincitore assoluto e fu proclamato Disco giallo nella trasmissione radiofonica Bandiera gialla.
Luciano Ceri definisce la canzone «un vero e proprio capolavoro», dotato di una geniale semplicità della scrittura musicale e di un eccellente lavoro di produzione e arrangiamento.

### Versione in inglese
Nel 1967 l'Equipe 84 realizzò anche una versione inglese del brano, con il testo tradotto da Tommy Scott e il titolo di 29th September. Fu pubblicata su singolo a 45 giri nel Regno Unito e negli Stati Uniti; è stata ripubblicata solo nel 2008, all'interno della compilation Let's Ride dedicata alla scena psichedelica europea. Questa versione fu reinterpretata nel 1993 dal gruppo britannico The Bevis Frond.

### Videoclip

Il video di 29 settembre contenuto nel film I ragazzi di Bandiera Gialla

L'Equipe 84 suona la canzone in playback all'interno del film musicarello I ragazzi di Bandiera Gialla (1967). Il video è a colori, con la regia di Mariano Laurenti, ed è ambientato in un bar sulla riva del Laghetto dell'Eur, a Roma.

## Interpretazione di Lucio Battisti
All'inizio del 1969 Battisti, che ormai iniziava ad affermarsi anche come cantante, decise di ripescare la canzone e di inciderne una propria interpretazione da includere nel proprio album di debutto, Lucio Battisti.

### Registrazione
Battisti registrò la propria interpretazione prevalentemente negli studi Sax Records di Milano. Le sessioni si svolsero il 13 gennaio 1969 dalle ore 9 alle 14:30, il 17 gennaio dalle 15 alle 18:30, il 22 gennaio dalle 9 alle 13; le basi ritmiche furono registrate il 23 gennaio dalle 9 alle 13:30, mentre voci e sovraincisioni nell'ultima settimana di gennaio.
Infine, nel mese di febbraio, furono aggiunte le sovraincisioni di archi e fiati, negli studi Ricordi di Milano. Il transfer avvenne il 21 febbraio 1969.

### Musica
Battisti diede un'interpretazione più "classica" e meno sperimentale di quella dell'Equipe 84. Eliminò innanzitutto l'annunciatore del giornale radio, elemento di forte suggestione psichedelica nella versione dell'Equipe, che non era ritenuto più necessario (dal momento che la storia narrata era ormai ampiamente nota al pubblico e non c'era più bisogno di facilitare la sua comprensione).
Anche la strumentazione è più tradizionale: l'arrangiamento è composto da un intreccio di chitarre, basso e flauti, mentre è completamente assente la batteria.
Secondo Renzo Stefanel, la versione di Battisti rientra anch'essa nella psichedelia, ma si rifà ai Buffalo Springfield, a Peter, Paul and Mary e ai Tyrannosaurus Rex anziché ai The Byrds e ai Love che avevano ispirato la versione dell'Equipe.
L'elemento di maggiore innovatività è la prestazione vocale di Battisti, che a giudizio di Stefanel supera quella di Vandelli. In particolare gli ultimi due versi, nei quali il protagonista è al telefono («parlo, rido e tu, tu non sai perché / t'amo, t'amo e tu, tu non sai perché»), vengono interpretati da Battisti in modo estremamente espressivo, increspando il canto con un riso forzato che traspone in musica il significato del testo.
Gli archi e gli ottoni, che iniziano discreti, acquistano poi un ruolo più importante diventando «evocativi», e infine sfociano in una coda strumentale che chiude il brano. Per Stefanel, la coda getta una luce ambigua sullo stato d'animo del protagonista, lasciando in sospeso se il ritorno con la compagna sia davvero felice o in realtà forzato.

### Pubblicazione
L'interpretazione di Battisti fu pubblicata il 5 marzo 1969 nell'LP omonimo Lucio Battisti, album di debutto del musicista. Da allora è stata ripubblicata innumerevoli volte in raccolte, compilation e best-of.

### Esibizioni dal vivo
Battisti ha cantato dal vivo un accenno della canzone nella partecipazione al programma televisivo Speciale per voi del 15 aprile 1969 e per intero nella trasmissione radiofonica Per voi giovani del dicembre 1971, in entrambi i casi accompagnato dalla chitarra acustica. La canzone, inoltre, venne spesso eseguita nel corso della tournée estiva del 1969.

## Altre interpretazioni
Nel corso del tempo, il brano è stato reinterpretato da molti altri artisti:
- Mario Battaini (1967)[29]
- Buddy, pseudonimo di Gianni Nazzaro (1967)[29]
- Mina inserì una sua cover nell'album Minacantalucio del 1975,[29] con un arrangiamento curato da Gabriel Yared.[22]
- Maurizio Vandelli ne incise una nuova versione nel 1989, con un nuovo arrangiamento realizzato da Pino Santapaga,[22] pubblicandola nell'album 29 settembre 89.[29] Con tale versione Vandelli partecipò e vinse la prima edizione del programma televisivo revival Una rotonda sul mare; la canzone fu pertanto inclusa nella compilation Una rotonda sul mare vol. 2.[29]
- I Dik Dik ne realizzarono una cover nel 1989, pubblicata all'interno dell'album Canta Battisti Cantaitalia,[22] e poi nel 1995, pubblicata nell'album 16 grandi successi.[29]
- Il gruppo psichedelico britannico The Bevis Frond nel 1993 reinterpretò la versione inglese titolata 29th September, pubblicandola in Italia come lato B del singolo Let's live for today / 29th september edito dalla Helter Skelter records.[23]
- L'Equipe 84 ne pubblicò una versione live nell'album In concerto del 1995.[29]
- Il supergruppo Adelmo e i suoi Sorapis (formato da Zucchero Fornaciari, Dodi Battaglia dei Pooh, Maurizio Vandelli dell'Equipe 84, Umberto Maggi dei Nomadi, Fio Zanotti e Michele Torpedine) la interpretò dal vivo nel 1997, senza però pubblicarla ufficialmente.[22]
- Ornella Vanoni ne realizzò una cover nel 2001, pubblicata nell'album Un panino una birra e poi...,[29] con arrangiamento curato da Mario Lavezzi e Carlo Gargioni.[22]
- Il pianista Enrico Pieranunzi nel 2004 ne ha realizzato una versione strumentale in chiave jazz, pubblicata all'interno dell'album Battisti in jazz.[29] Alla registrazione partecipa anche il bassista americano Mark Johnson.[22]
- Il cantautore norvegese Terje Nordgarden ne ha realizzato una cover nel 2005, pubblicata all'interno dell'album tributo Respiriamo liberi. Un omaggio a Lucio Battisti.[29]
- Il chitarrista blues Rudy Rotta nel 2006 ne ha realizzato una cover, nella quale suona con la sua band Rudy Rotta & Friends, pubblicandola all'interno dell'album di cover Some of My Favorite Songs.[30]
- I Pooh ne hanno realizzato una cover nell'album Beat ReGeneration del 2008.[29]
- Nel 2014, su iniziativa di Mogol, ne è stata realizzata una nuova versione, con arrangiamento rock realizzato da Massimo Satta, eseguita da autori vari nell'ambito del progetto Le canzoni di Mogol Battisti in versione rock New Era.[22]